# Dogman
Dogman är en italiensk dramafilm från 2018 i regi av Matteo Garrone, med Marcello Fonte och Edoardo Pesce i huvudrollerna. Den handlar om en man som driver en hundsalong med dålig lönsamhet och dras in i den kriminella världen.
Filmen hade premiär i huvudtävlan vid filmfestivalen i Cannes 2018 där Fonte vann priset för bästa manliga skådespelare.

## Medverkande
- Marcello Fonte som Marcello
- Edoardo Pesce som Simoncino
- Nunzia Schiano som Simoncinos mor
- Adamo Dionisi som Franco
- Francesco Acquaroli som Francesco
- Alida Baldari Calabria som Alida
- Gianluca Gobbi som restauratör

## Mottagande
Screen Dailys Lee Marshall skrev från Cannes: "Det kanske mest imponerande med denna väldigt imponerande övning i regimässig kontroll är det faktum att vi lämnar en intensivt våldsam film, en film där ben krasar och blod luktar, rörda av patos och en sällsam känsla av hopp."
Fonte vann priset för bästa manliga skådespelare vid filmfestivalen i Cannes. Chihuahuan Joy tilldelades Palm dog award, ett fristående pris för bästa skådespelarinsats av en hund vid festivalen.